# اینیگو مونتویا
اینیگو مونتویا یک شخصیت خیالی در رمان عروس شاهزاده خانم ویلیام گلدمن است که در سال ۱۹۷۳ انتشار پیدا کرد. در اقتباس سینمایی راب راینر در سال ۱۹۸۷، مندی پتینکین نقش او را ایفا نمود. مونتویا اصالتاً اهل اسپانیا بود و در کشور خیالی فلورین زندگی می کرد.